# 신양군
신양군(新陽郡)은 조선민주주의인민공화국 평안남도 동부에 위치하는 군이다.

## 지리
북쪽으로 맹산군, 동쪽으로 함경남도 요덕군, 고원군, 남쪽으로 양덕군, 회창군, 황해북도 신평군, 서쪽으로 북창군, 성천군, 회창군과 접한다.

## 역사
- 해방 무렵에는 성천군의 대구면, 사계면과 양덕군의 화촌면, 오강면 일대에 속했다.
- 1951년 12월 - 양덕군 쌍룡면, 화촌면, 오강면과 성천군 대구면을 합병해 신양군을 신설했다.
- 1967년 10월 - 성천군 덕흥리와 양덕군의 평원리, 송동리를 신양군에 편입시켰다.

## 행정 구역
1읍 1구 16리로 구성된다.
- 신양읍 (新陽邑)
- 인평로동자구 (仁坪勞動者區)
- 지동리 (支洞里)
- 장산리 (長山里)
- 송전리 (松田里)
- 광흥리 (廣興里)
- 쌍룡리 (雙龍里)
- 백석리 (白石里)
- 사개리 (四介里)
- 창계리 (昌溪里)
- 문명리 (文明里)
- 장성리 (長城里)
- 운봉리 (雲峰里)
- 룡운리 (龍雲里)
- 룡연리 (龍淵里)
- 관성리 (冠城里)
- 덕흥리 (德興里)
- 송동리 (松洞里)

## 자매 도시
중화인민공화국 칭다오시